# WDR Sinfonieorchester

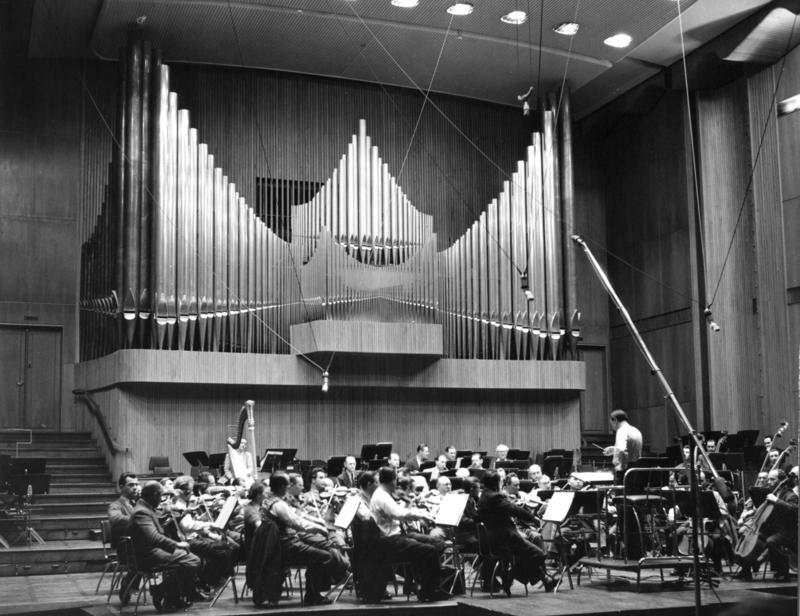
het WDR Sinfonieorchester in 1954

Het Sinfonieorchester des Westdeutschen Rundfunks ontstond in 1947 en speelde onder leiding van onder meer Karl Böhm, Fritz Busch, Herbert von Karajan, Erich Kleiber, Otto Klemperer, Dimitri Mitropoulos, Georg Solti, Lorin Maazel en Claudio Abbado. Het orkest staat vooral bekend om zijn uitvoeringen van composities uit de twintigste eeuw; enkele bekende componisten, die speciaal voor het orkest werken schreven zijn Luciano Berio, Hans Werner Henze, Mauricio Kagel, Krzysztof Penderecki, Igor Stravinsky, Karlheinz Stockhausen en Bernd Alois Zimmermann. Het WDR-Symfonieorkest is regelmatig met succes te gast in alle Europese landen, Noord- en Zuid-Amerika alsook in Azië. In 2003 kreeg het orkest de "Prix International du Disque" voor de opname van de complete symfonieën van Dmitri Sjostakovitsj onder leiding van Rudolf Barschai.

## Chef-dirigenten
- Cristian Măcelaru (sinds 2019)
- Jukka-Pekka Saraste (2010–2019)
- Semyon Bychkov (1997-2010)
- Hans Vonk (1990-1997)
- Gary Bertini (1983-1991)
- Hiroshi Wakasugi (1977-1983)
- Zdenek Macal (1970-1974)
- Christoph von Dohnányi (1964-1969)